# بشنين (لبنان)
هناك مقالة أخرى عن قرية بشنين في محافظة حماة.
بشنين هي إحدى القرى اللبنانية من قرى قضاء زغرتا في محافظة الشمال.